# Los Torrentes
Los Torrentes är en ort i Mexiko.   Den ligger i kommunen Veracruz och delstaten Veracruz, i den sydöstra delen av landet, 300 km öster om huvudstaden Mexico City. Los Torrentes ligger 54 meter över havet och antalet invånare är 4 665.
Terrängen runt Los Torrentes är huvudsakligen platt. Los Torrentes ligger uppe på en höjd. Runt Los Torrentes är det mycket tätbefolkat, med 1 221 invånare per kvadratkilometer. Närmaste större samhälle är Veracruz, 7,5 km öster om Los Torrentes. Runt Los Torrentes är det i huvudsak tätbebyggt.